# 馬里亞-沃利亞
50°44′37″N 24°26′23″E / 50.74361°N 24.43972°E
馬里亞-沃利亞（烏克蘭語：Марія-Воля），是烏克蘭西北部的村莊，隸屬沃倫州的沃洛德米爾區。該村始建於1905年，面積0.34平方公里，海拔高度226米，2001年人口84，人口密度每平方公里247.06人。